# Trophée européen féminin de rugby à XV 2010
Navigation
Trophée européen féminin 2009 Trophée européen féminin 2011
Le Trophée européen féminin de rugby à XV 2010 se déroule du 8 mai au 15 mai 2010 en France (Comité Territorial d'Alsace-Lorraine). Selon Jean-Claude Baqué, président de la FIRA, la philosophie du Trophée européen féminin est la suivante: "Le Trophée Européen est un tournoi essentiel pour le développement du rugby à 15 féminin en Europe. Le Championnat d'Europe a lieu tous les quatre ans mais la FIRA-AER doit proposer du temps de jeu aux équipes émergentes à travers une compétition sérieuse et avec le soutien des grandes nations."

## Participants
Huit équipes participent à cette édition. Les équipes non qualifiées pour la Coupe du monde de rugby à XV féminine 2010 prennent part à ce tournoi plus la Suède (qui était qualifiée) et l'équipe de France A. 
Les huit équipes sont réparties dans deux poules :
| Poule 1 - Belgique - Espagne - France A - Pays-Bas | Poule 2 - Allemagne - Italie - Suède - Russie |  |

## Poule 1
| Rang | Club     | J | V | N | D | Bo | Bd | Pm  | Pe  | Diff | Pts |
| ---- | -------- | - | - | - | - | -- | -- | --- | --- | ---- | --- |
| 1    | Espagne  | 3 | 3 | 0 | 0 | 3  | 0  | 114 | 17  | +97  | 15  |
| 2    | Pays-Bas | 3 | 2 | 0 | 1 | 1  | 0  | 100 | 31  | +69  | 9   |
| 3    | France A | 3 | 1 | 0 | 2 | 1  | 0  | 80  | 36  | +44  | 5   |
| 4    | Belgique | 3 | 0 | 0 | 3 | 0  | 0  | 0   | 210 | -210 | 0   |

| 8 mai 2010 18h00 | France A | 70 - 0 (32 - 0) | Belgique | Longwy Arbitre : Katharina Pickert |
| 8 mai 2010 18h00 | Essai(s) : Soloch (4e, 23e, 47e), Rabier (11e), Fell (17e), Casenave (26e, 35e), Grassineau (36e), Rambaud (56e), Chrouky (58e), Martin (60e), Mansard (69e) Transformation(s) : Cellier (23e, 47e, 56e, 69e, Casenave (36e) |                 |          | Longwy Arbitre : Katharina Pickert |
| 8 mai 2010 18h00 | |                 |          | Longwy Arbitre : Katharina Pickert |

| 8 mai 2010 16h00 | Espagne                                                                                              | 26 - 12 (19 - 7) | Pays-Bas                                                         | Longwy Arbitre : Sylvie Bros |
| 8 mai 2010 16h00 | Essai(s) : Porras (23e, 34e), Garcia (29e), Aigneren (40e) Transformation(s) : Bravo (23e, 29e, 40e) |                  | Essai(s) : Van Harskamp (7e, 42e) Transformation(s) : Laros (7e) | Longwy Arbitre : Sylvie Bros |
| 8 mai 2010 16h00 | |                  |                                                                  | Longwy Arbitre : Sylvie Bros |

| 10 mai 2010 19h00 | Espagne                                                                                  | 22 - 5 (17 - 5) | France A                | Verdun Arbitre : Sherry Trumbull |
| 10 mai 2010 19h00 | Essai(s) : Rodriguez (6e, 23e), Pla (33e), Del Pan (39e) Transformation(s) : Bravo (23e) |                 | Essai(s) : Pertus (20e) | Verdun Arbitre : Sherry Trumbull |
| 10 mai 2010 19h00 |                                                                                          |                 |                         | Verdun Arbitre : Sherry Trumbull |

| 10 mai 2010 17h00 | Pays-Bas | 34 - 0 (17 - 0) | Belgique | Verdun Arbitre : Joyce Henry |
| 10 mai 2010 17h00 | Essai(s) : Van Meer (5e, 39e, 44e), Wiri (15e, 24e), Van Harskamp (19e), Beijens (27e, 65e), Eppink (32e), Visser (50e), Van Altena (56e), Hielckert (58e) Transformation(s) : Van Harskamp (19e), Laros (24e, 27e, 39e, 50e, 56e, 65e) |                 |          | Verdun Arbitre : Joyce Henry |
| 10 mai 2010 17h00 | |                 |          | Verdun Arbitre : Joyce Henry |

| 12 mai 2010 18h00 | Pays-Bas                                                                             | 14 - 5 (7 - 0) | France A                | Metz Arbitre : Joyce Henry |
| 12 mai 2010 18h00 | Essai(s) : Van Harskamp (15e), Van Altena (42e) Transformation(s) : Laros (15e, 42e) |                | Essai(s) : Pertus (51e) | Metz Arbitre : Joyce Henry |
| 12 mai 2010 18h00 |                                                                                      |                |                         | Metz Arbitre : Joyce Henry |

| 12 mai 2010 16h00 | Espagne | 66 - 0 (40 - 0) | Belgique | Metz Arbitre : Katharina Pickert |
| 12 mai 2010 16h00 | Essai(s) : Garcia (7e), Porras (12e), Pocurull (17e, 49e), Rial (20e), Bailan (31e, 64e), Rodriguez (34e), Martinez (45e, 47e) Transformation(s) : Dolera (12e, 17e, 20e, 31e, 34e, 45e, 47e, 49e) |                 |          | Metz Arbitre : Katharina Pickert |
| 12 mai 2010 16h00 | |                 |          | Metz Arbitre : Katharina Pickert |

## Poule 2
| Rang | Club      | J | V | N | D | Bo | Bd | Pm | Pe | Diff | Pts |
| ---- | --------- | - | - | - | - | -- | -- | -- | -- | ---- | --- |
| 1    | Italie    | 3 | 3 | 0 | 0 | 2  | 0  | 86 | 0  | +86  | 14  |
| 2    | Suède     | 3 | 2 | 0 | 1 | 2  | 0  | 61 | 10 | +51  | 10  |
| 3    | Russie    | 3 | 1 | 0 | 2 | 0  | 0  | 17 | 79 | -62  | 4   |
| 4    | Allemagne | 3 | 0 | 0 | 3 | 0  | 1  | 14 | 89 | -75  | 1   |

| 8 mai 2010 17h00 | Italie | 43 - 0 (24 - 0) | Allemagne | Sélestat Arbitre : Joyce Henry |
| 8 mai 2010 17h00 | Essai(s) : Veronese (10e, 35e), Furlan (22e, 68e), Cioffi (31e) , Cuchiella (39e) , Tedeschi (45e) Pénalité(s) : Schiavon (22e, 31e, 39e, 45e) |                 |           | Sélestat Arbitre : Joyce Henry |
| 8 mai 2010 17h00 | |                 |           | Sélestat Arbitre : Joyce Henry |

| 8 mai 2010 15h00 | Suède | 32 - 0 (20 - 0) | Russie | Sélestat Arbitre : Sherry Trumbull |
| 8 mai 2010 15h00 | Essai(s) : Lindholm (3e, 13e), Giebat Johansson (28e), Rial (42e), Norman (51e) Transformation(s) : Andersson-Hall (28e, 51e) Pénalité(s) : Andersson-Hall (18e) |                 |        | Sélestat Arbitre : Sherry Trumbull |
| 8 mai 2010 15h00 | |                 |        | Sélestat Arbitre : Sherry Trumbull |

| 10 mai 2010 16h00 | Italie | 33 - 0 (16 - 0) | Russie | Colmar Arbitre : Sylvie Bros |
| 10 mai 2010 16h00 | Essai(s) : Castellarin (17e, 40e), Veronese (36e), Raponi (46e), Rochas (60e) Transformation(s) : Tondinelli (60e) Pénalité(s) : Tondinelli (5e, 31e) |                 |        | Colmar Arbitre : Sylvie Bros |
| 10 mai 2010 16h00 | |                 |        | Colmar Arbitre : Sylvie Bros |

| 10 mai 2010 18h00 | Suède | 29 - 0 (24 - 0) | Allemagne | Colmar Arbitre : Barbara Guastini |
| 10 mai 2010 18h00 | Essai(s) : Andersson-Hall (2e, 29e), Larsson (15e), Âkerman (20e), Torstensson (65e) Transformation(s) : Andersson-Hall (15e, 20e) |                 |           | Colmar Arbitre : Barbara Guastini |
| 10 mai 2010 18h00 | |                 |           | Colmar Arbitre : Barbara Guastini |

| 12 mai 2010 17h00 | Italie                                                                                    | 10 - 0 (7 - 0) | Suède | Haguenau Arbitre : Sherry Trumbull |
| 12 mai 2010 17h00 | Essai(s) : Veronese (30e) Transformation(s) : Schiavon (30e) Pénalité(s) : Schiavon (75e) |                |       | Haguenau Arbitre : Sherry Trumbull |
| 12 mai 2010 17h00 |                                                                                           |                |       | Haguenau Arbitre : Sherry Trumbull |

| 12 mai 2010 19h00 | Russie                                                                              | 17 - 14 (12 - 7) | Allemagne                                                          | Haguenau Arbitre : Sylvie Bros |
| 12 mai 2010 19h00 | Essai(s) : Sokolova (16e, 30e), Berlizova (70e) Transformation(s) : Alexeeva (30e)) |                  | Essai(s) : Duri (35e), Maral (43e) Pénalité(s) : Tetz (35e), (43e) | Haguenau Arbitre : Sylvie Bros |
| 12 mai 2010 19h00 |                                                                                     |                  |                                                                    | Haguenau Arbitre : Sylvie Bros |

## Finales et classement

### Match pour la7eplace
| 15 mai 2010 14h30 | Allemagne                | 5 - 5 (0 - 5) | Belgique                  | Strasbourg Arbitre : Barbara Guastini |
| 15 mai 2010 14h30 | Essai(s) : Peisker (55e) |               | Essai(s) : De Geyter (3e) | Strasbourg Arbitre : Barbara Guastini |
| 15 mai 2010 14h30 |                          |               |                           | Strasbourg Arbitre : Barbara Guastini |

L'Allemagne est déclarée vainqueur aux tirs au but.

### Match pour la5eplace
| 15 mai 2010 15h30 | France A | 35 - 0 (25 - 0) | Russie | Strasbourg Arbitre : Katharina Pickert |
| 15 mai 2010 15h30 | Essai(s) : Rabier (17e), Mansard (24e), Djossouvi (28e, 68e), Bernard (34e), Grassineau (46e) Transformation(s) : Cellier (24e) Pénalité(s) : Cellier (14e) |                 |        | Strasbourg Arbitre : Katharina Pickert |
| 15 mai 2010 15h30 | |                 |        | Strasbourg Arbitre : Katharina Pickert |

### Match pour la3eplace
| 15 mai 2010 14h00 | Pays-Bas | 47 - 19 (21 - 12) | Suède                                                                                                | Strasbourg Arbitre : Joyce Henry |
| 15 mai 2010 14h00 | Essai(s) : Van Harskamp (16e), Selbeck (28e, 40e), Eppink (48e), Van Meer (62e, 67e, 70e) Transformation(s) : Laros (16e, 28e, 40e, 48e, 62e, 67e) |                   | Essai(s) : Ryberg (9e), Österberg (13e), Högberg (72e) Transformation(s) : Andersson-Hall (13e, 72e) | Strasbourg Arbitre : Joyce Henry |
| 15 mai 2010 14h00 | |                   | | Strasbourg Arbitre : Joyce Henry |

### Finale
| 15 mai 2010 17h30 | Espagne | 31 - 13 (12 - 6) | Italie                                                                                      | Strasbourg Arbitre : sherry Trumbull |
| 15 mai 2010 17h30 | Essai(s) : Aigneren (19e), Pla (25e), Garcia (44e), Pla (50e), Pocurull (59e) Transformation(s) : Bravo (25e, 44e, 60e) |                  | Essai(s) : Furlan (53e) Transformation(s) : Schiavon (53e) Pénalité(s) : Schiavon (3e, 33e) | Strasbourg Arbitre : sherry Trumbull |
| 15 mai 2010 17h30 | |                  |                                                                                             | Strasbourg Arbitre : sherry Trumbull |

## Statistiques

### Meilleures réalisatrices
| no | Nom de la joueuse      | Pays     | Points | Matchs |
| 1  | Elke Van Meer          | Pays-Bas | 30     | 3      |
| -  | Lorraine Laros         | Pays-Bas | 30     | 4      |
| 3  | Kelly Van Harskamp     | Pays-Bas | 27     | 4      |
| 4  | Ulrika Andersson-Hall  | Suède    | 21     | 4      |
| -  | Veronica Schiavon      | Italie   | 21     | 4      |
| 6  | Maria Diletta Veronese | Italie   | 20     | 4      |
| 7  | Isabel Dolera          | Espagne  | 16     | 1      |

### Meilleures marqueuses
| no | Nom de la joueuse      | Pays     | Essais | Matchs |
| 1  | Elke Van Meer          | Pays-Bas | 6      | 3      |
| 2  | Kelly Van Harskamp     | Pays-Bas | 5      | 4      |
| 3  | Maria Diletta Veronese | Italie   | 4      | 4      |